# Бисексуальная порнография

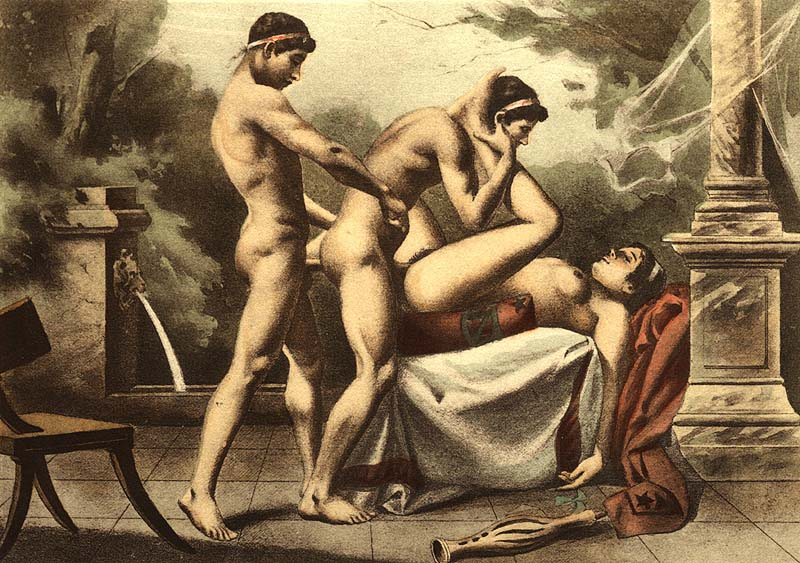
Эдуар Анри Авриль: секс двух мужчин и женщины

Бисексуальная порнография — жанр порнографии, чаще всего изображающий одну женщину и двух мужчин, занимающихся сексом друг с другом. Сексуальная сцена с участием двух женщин и одного мужчины никогда не идентифицируется и не обозначается как бисексуальная, даже если две исполнительницы занимаются сексом друг с другом.
Поскольку большая часть порнографии создаётся для мужчин, основные потребители бисексуального порно — гетеросексуальные или бисексуальные мужчины. Большинство потребителей бисексуальной порнографии не идентифицируют себя как геев. Однако бисексуальная порнография часто размещается в магазинах видео для взрослых рядом с гей-разделом, так как многие потребители — геи. Популярный способ, которым они изображаются в одной сцене — это одна женщина и двое мужчин, выступающие вместе.

## Индустрия
С появлением интернет-порнографии материалы, демонстрирующие мужскую бисексуальность, показывают тенденцию к росту. Однако, жанр по-прежнему занимает очень небольшую долю рынка порнографических DVD; например, в интернет-магазине HotMovies.com насчитывается только 655 бисексуальных фильмов в каталоге, включающем более 90 000 наименований. Бисексуальные DVD продаются намного лучше в интернете, чем в магазинах видео для взрослых, возможно, из-за того, что клиенты магазинов стесняются их покупать. Большая часть бисексуальной порнографии производится небольшими производственными компаниями, а не крупными студиями. Актёры — в основном любители; любые известные актёры в бисексуальном порно, как правило, из гей-порноиндустрии.
Актёры гетеросексуального порно, появившиеся в бисексуальном порно, подвергли свою сексуальность сомнению и осуждению и были обвинены гей-сообществом в отрицании своей сексуальной ориентации.
Актрисы сталкиваются с гораздо меньшим осуждением при участии в бисексуальном порно. Однако, многих из них до сих пор осуждают за съёмки в сценах с мужчинами, обычно работающими в индустрии гей-порно или транссексуальной порнографии.
В августе 2018 года гей-порносайт Men.com породил полемику, выпустив свою первую ММЖ-сцену, вызвав обсуждение того, относится ли бисексуальное порно к гей-порнографии.

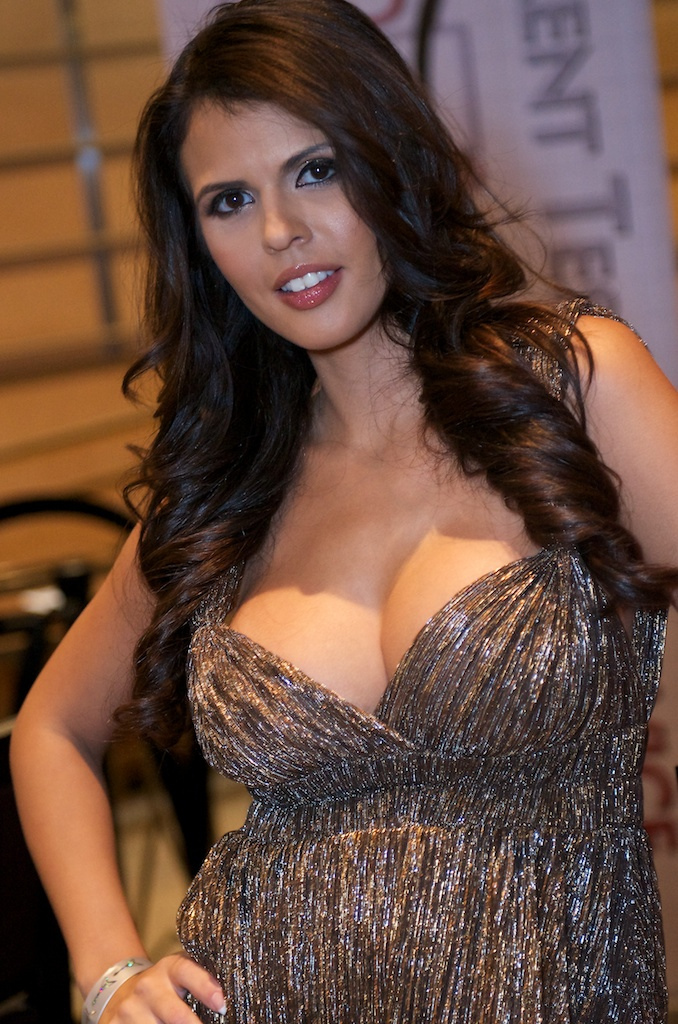
Шай Лав говорит, что любит сниматься в фильмах с другими женщинами